# Stanislav Bunin
Stanislav Bunin (in russo Станислав Станиславович Бунин?; Mosca, 25 settembre 1966) è un pianista russo.

## Biografia
Stanislav Bunin è nato in una famiglia composta da musicisti per generazioni. È infatti figlio di Stanislav Neuhaus e nipote di Heinrich Neuhaus che fu insegnante di molti celebri pianisti e fondatore della Scuola pianistica del Conservatorio di Mosca. Ha iniziato a suonare il pianoforte a 5 anni sotto la guida della madre, concertista e docente al conservatorio di Mosca dove ha lui stesso studiato, dal 1984 al 1988, con Sergei Dorensky.
Nel 1983 ha vinto il primo premio al concorso Long-Thibaud di Parigi e nel 1985 al Concorso Chopin nel quale ha ottenuto anche i premi speciali per l'esecuzione migliore di una polacca e del concerto. Dopo l'affermazione di Varsavia, ha iniziato una brillante carriera che lo ha portato a suonare nelle più prestigiose sale da concerto del mondo come solista o con le più importanti orchestre.
Nel 1988, Bunin ha lasciato l'Unione Sovietica e, dopo un breve periodo in Germania, si è trasferito in Giappone. Da allora ha centellinato le sue apparizioni in pubblico. Si ricorda quella del 1995 in occasione del cinquantesimo anniversario del Festival Chopin di Duszniki, quella a Varsavia del 1997 dove ha eseguito in prima assoluta un preludio di Karol Szymanowski e quella del 2001 in onore del centesimo anniversario dell'Orchestra Filarmonica di Varsavia.
Stanislav Bunin ha inciso opere di Fryderyk Chopin, Mozart, Debussy e Bach per la Deutsche Grammophon, per la EMI e per la Sony.
Dal 1991 al 1997 ha insegnato presso il Senzoku Gakuen College of Music. Dopo aver fondato lo Stanislav Bunin Enterprise, ha creato a Tokyo una scuola di musica per i bambini orfani musicalmente dotati.
Nel 2007 partecipa alla realizzazione del videogioco giapponese Eternal Sonata, ispirato alla vita di Fryderyk Chopin, suonando, per la colonna sonora, alcuni brani per pianoforte del celebre compositore polacco.